# معراج اسماعیلی
معراج اسماعیلی (زادهٔ ۲۳ دی ۱۳۷۸) بازیکن فوتبال اهل ایران است که در پست دروازه‌بان بازی می‌کند.

## دوران باشگاهی

### ذوب‌آهن
اسماعیلی نخستین بازی رسمی خود برای ذوب‌آهن را در ۲۱ اردیبهشت ۱۳۹۸ مقابل فولاد خوزستان انجام داد؛ وی در این بازی که از سری مسابقات هفته بیست و نهم لیگ برتر ۹۸–۱۳۹۷ برگزار می‌شد، در ابتدای نیمهٔ دوم به جای محمدباقر صادقی وارد زمین شد.